# Antagonista do receptor de serotonina
Um antagonista do receptor de seratonina, ou simplesmente antagonista da serotonina, é uma droga usada para inibir a ação nos receptores de serotonina (5-HT). Receptores de serotonina são ligandos-pontes para canais de íons Na+ e K+ encontrados através dos sistemas nervosos central e periférico, notavelmente no zona de gatilho quimiorreceptora (ZGQ) e fibras aferentes do nervo vago, tanto no sistema nervoso central como visceral. Ativação da serotonina dos aferentes da ZGQ e do nervo vago podem ambos acionar o reflexo vomitivo. Serotonina desempenha um importante papel na náusea e vômito induzida em anestesia, quimioterapia e aplicações de radiação. Antagonistas receptores de serotonina podem ser usado como tratamento antiemético devido a inibirem a estimulação de receptores 5-HT3 tanto centrais como periféricos, e são efetivos, não-sedativos, e geralmente bem tolerados. Então antagonistas de receptores 5-HT3 são correntemente os agentes antieméticos mais comumente usados para tratamento de náusea e vômito pós-operatório (NVPO), náusea e vômito induzidos por quimioterapia (NVIQ) e em resgates.

## Tipos

### Antagonistas 5-HT2As
Antagonistas do receptor 5-HT2A são às vezes usados como antipsicótico atípicos (em contraste com antipsicóticos típicos, os quais são puramente antagonistas da dopamina). Incluem:
- Cipro-heptadina bloqueia 5-HT2A, H1 e é um anticolinérgico moderado.
- Metisergida é um receptor antagonista 5-HT2A e bloqueador 5-HT1 não seletivo.[3] Causa fibrose retroperitoneal e fibrose mediastínica.[4][5][6][7]
- Quetiapina, bloqueia receptores 5-HT2A, 5-HT1A, receptores de dopamina D1 e D2, receptor de histamina H1, e adrenorreceptores A1.

#### Antagonistas 5-HT2A/2C
- Cetanserina, anti-hipertensivo que bloqueia 5-HT2A, 5-HT2C e adrenoreceptores Alfa 1 (A1).
- Risperidona, antipsicótico.
- Trazodona, antidepressivo.
- Clozapina, antipsicótico. Bloqueia receptores 5-HT2A, 5-HT2C e D4.
- Nefazodona, atua principalmente como um potente antagonista 5-HT2A.

### Antagonistas 5-HT3
Outra subclasse consiste em drogas que atuam seletivamente nos receptores 5-HT3, e assim são conhecidos como antagonistas 5-HT3. São eficazes no tratamento êmese induzida por quimioterapia e náuseas e vômitos pós-operatórios. Inclem:
- Dolasetrona
- Granisetrona
- Ondansetrona
- Palonossetrom
- Tropizetrona

Outros antagonistas 5-HT3 são usados para o tratamento de síndrome do cólon irritável:
- Alossetrona
- Cilansetrona
- Ondansetrona

Além disso, o antidepressivo mirtazapina atua como um antagonista 5-HT3.

### Antagonistas 5-HT não seletivos
Note-se que, embora alguns antagonistas de serotonina não seletivos possam ter uma afinidade particular por um específico receptor 5-HT (e assim podem ser listados acima, e.g. metisergida), ainda podem possuir uma ação não seletiva generalizada.
- Clorpromazina
- Cipro-heptadina
- Metergolina
- Metisergida
- Mianserina
- Mirtazapina
- Oxetorona
- Pizotifeno
- Propranolol
- Ritanserina
- Espiperona

### Anti-histamínicos com atividade anti-serotonérgica
- Carbinoxamina
- Cipro-heptadina
- Hidroxizina
- Metidilazina
- Pizotifeno é um antagonista 5-HT2C, bloqueador H1 e anticolinérgico útil em profilaxia de enxaqueca.[9][10] Também é usado no tratamento de enxaqueca.
- Prometazina
- Oxatomida
- Oxetorona, também usado no tratamento de enxaqueca.

### Outros
- Fenclonina (para-clorofenilalanina; abreviado PCPA, de para-chlorophenylalanine) Um inibidor da síntese de serotonina que tem sido utilizado no tratamento da síndrome carcinoide.
- Tanaceto, é uma erva tradicionalmente usada para enxaquecas.[11]
- Reserpina, esgota as reservas de serotonina no cérebro, coração e muitos outros órgãos e tem sido usado na hipertensão e psicose.